# イリサール (企業)
イリサール (Irizar)は、スペイン・バスク州ギプスコア県オルマイステギに本社を置く大型バス（コーチバス）車両製造企業。1889年に設立され、かつてはモンドラゴン協同組合企業の一部だった。

## 特徴
1889年設立。1962年にモンドラゴン協同組合企業の一員となった。大型バス（コーチバス）車両製造の分野ではスペイン国内で40%のシェアを有しており、スペイン最大手、ヨーロッパ第2位の大型バス製造企業である。イリサールが製造したバス車両は世界65か国に輸出されている。本拠を置くスペイン・バスク州以外では、天津市（中国、1995年）、スコイラ（モロッコ、1998年）、ボトゥカトゥ（ブラジル・サンパウロ州、1998年）、ケレタロ（メキシコ、1999年）、センチュリオン（南アフリカ）、タミル・ナードゥ州（インド）に生産拠点があり、イリサール単独では年間約1,000台、イリサール・グループ全体では年間3,000台以上を製造している。関連企業のイスパコールドは大型バス用のエアコンを製造しており、マサッツはバス/大型バスの扉やタラップなどを製造している。
主に大型トラックを製造するスウェーデンのスカニアと密接な関係にあり、i4の車体はスカニアとの共同設計である。イリサールの車体はイリスバス、ボルボ、メルセデス・ベンツなど他社車両のプラットフォームにも見ることができる。1986年から1993年にかけて、ランボルギーニ社のオフロード4WDであるランボルギーニ・LM002の車体製造や内装を手掛けていた。イリサール社の工場で完成した車体はSant'Agata Bologneseにあるランボルギーニ社の工場に送られ、車台やエンジンなどが据え付けられた。
日本の前川製作所などと同様に職務ヒエラルキーがなく、賃金格差が1対3の中におさめられている。

## モデル
- PB(en) : 幅広車体、全長12ｍから15m、全高3.5mまたは3.7m
- i3
- i4
- i4LE
- i6
- Century (en)
- Intercentury
- New Century

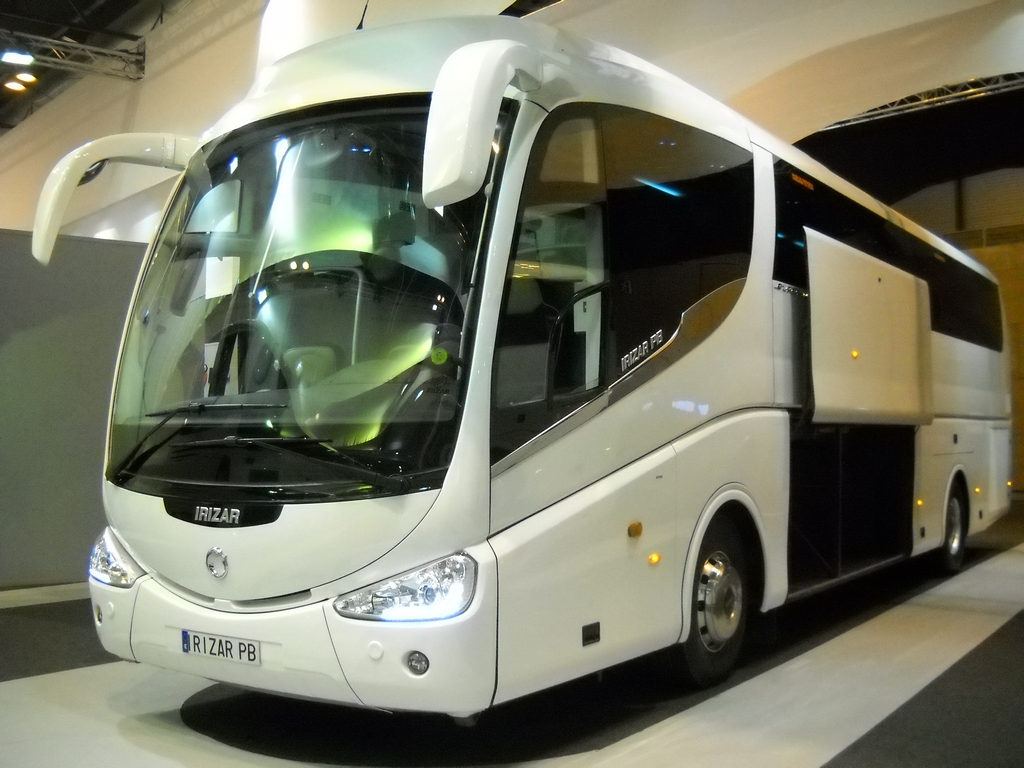
PB
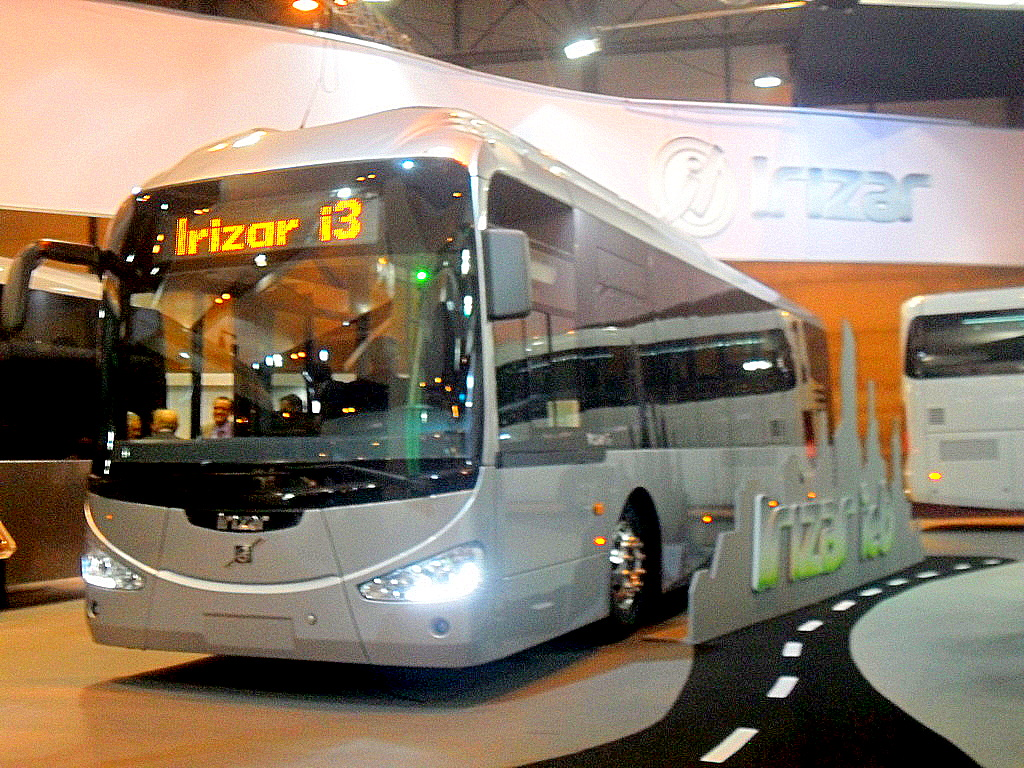
i3
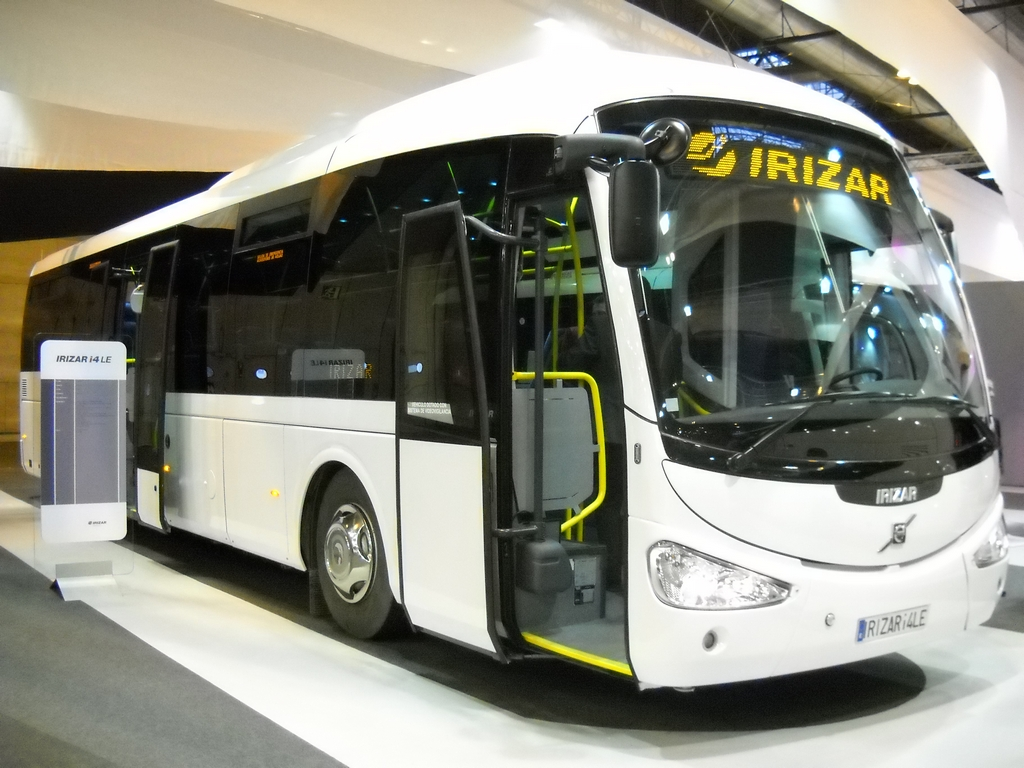
i4
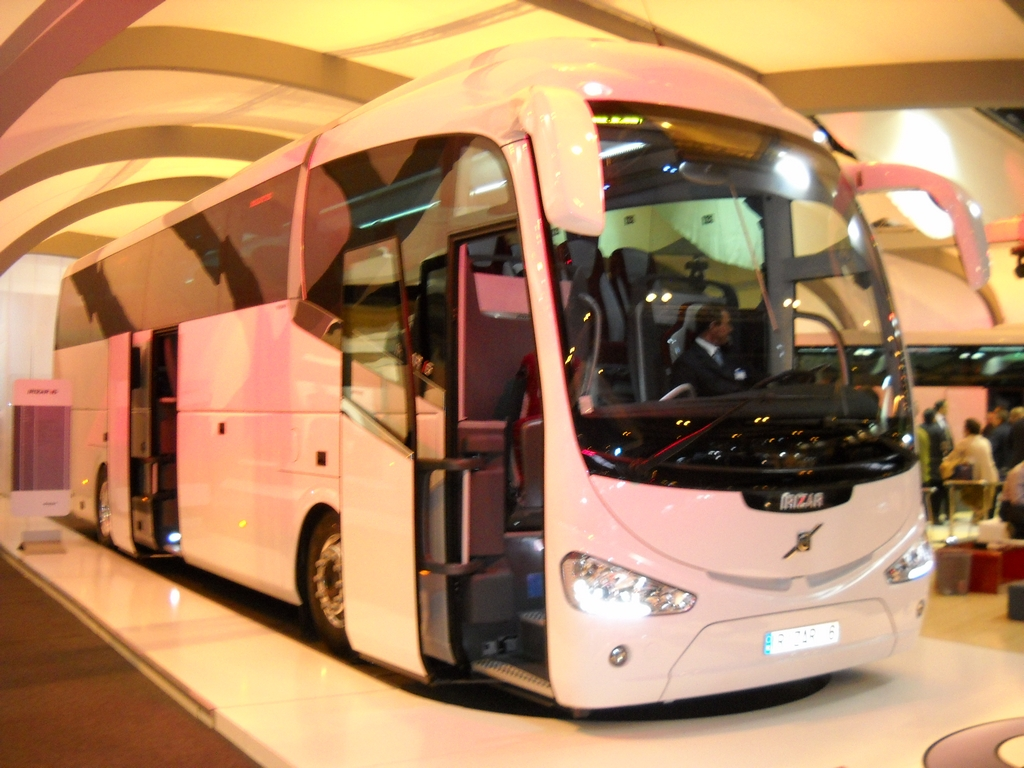
i6

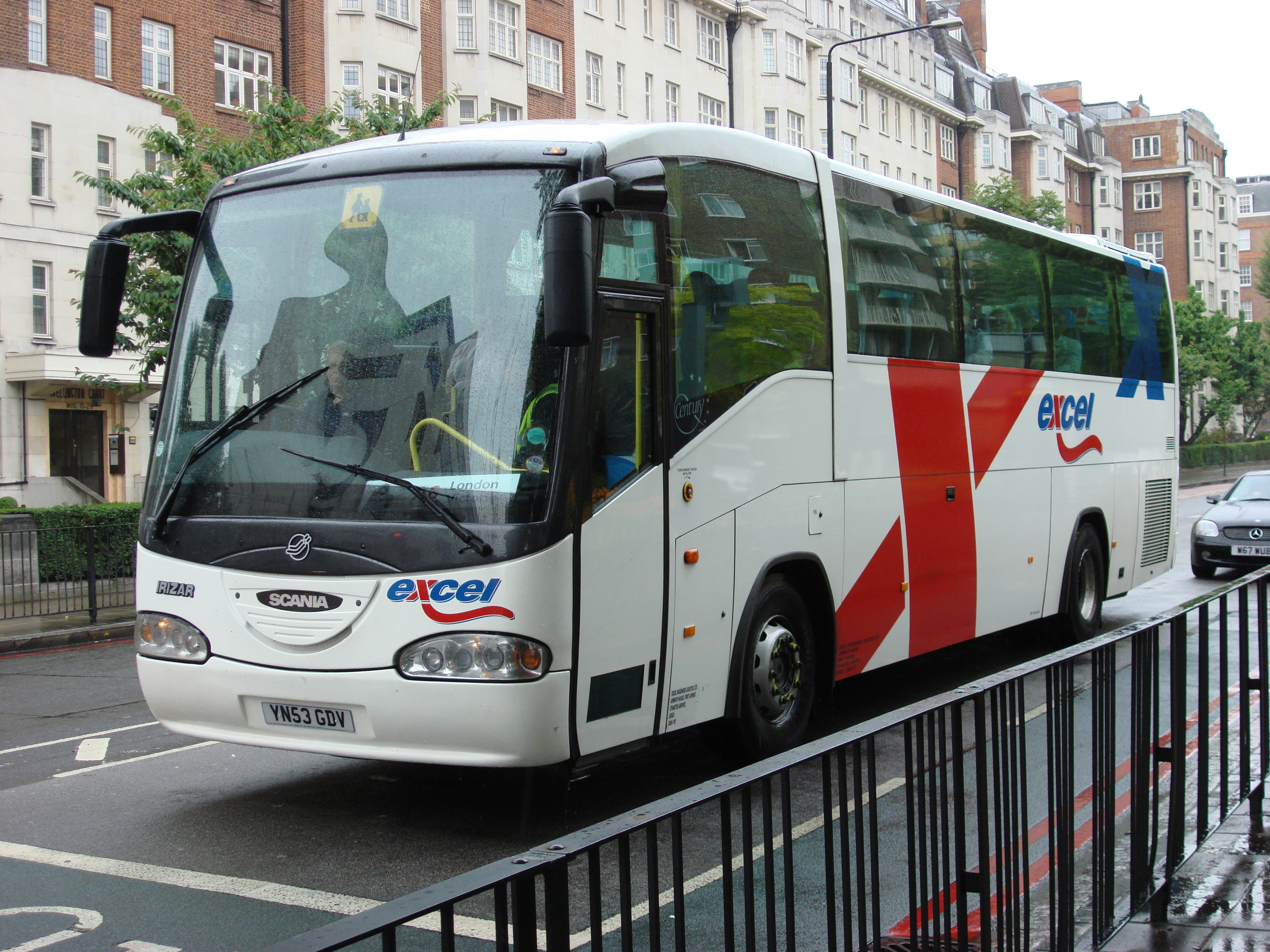
イリサールのセンチュリーと車体を共有しているスカニアK114EB
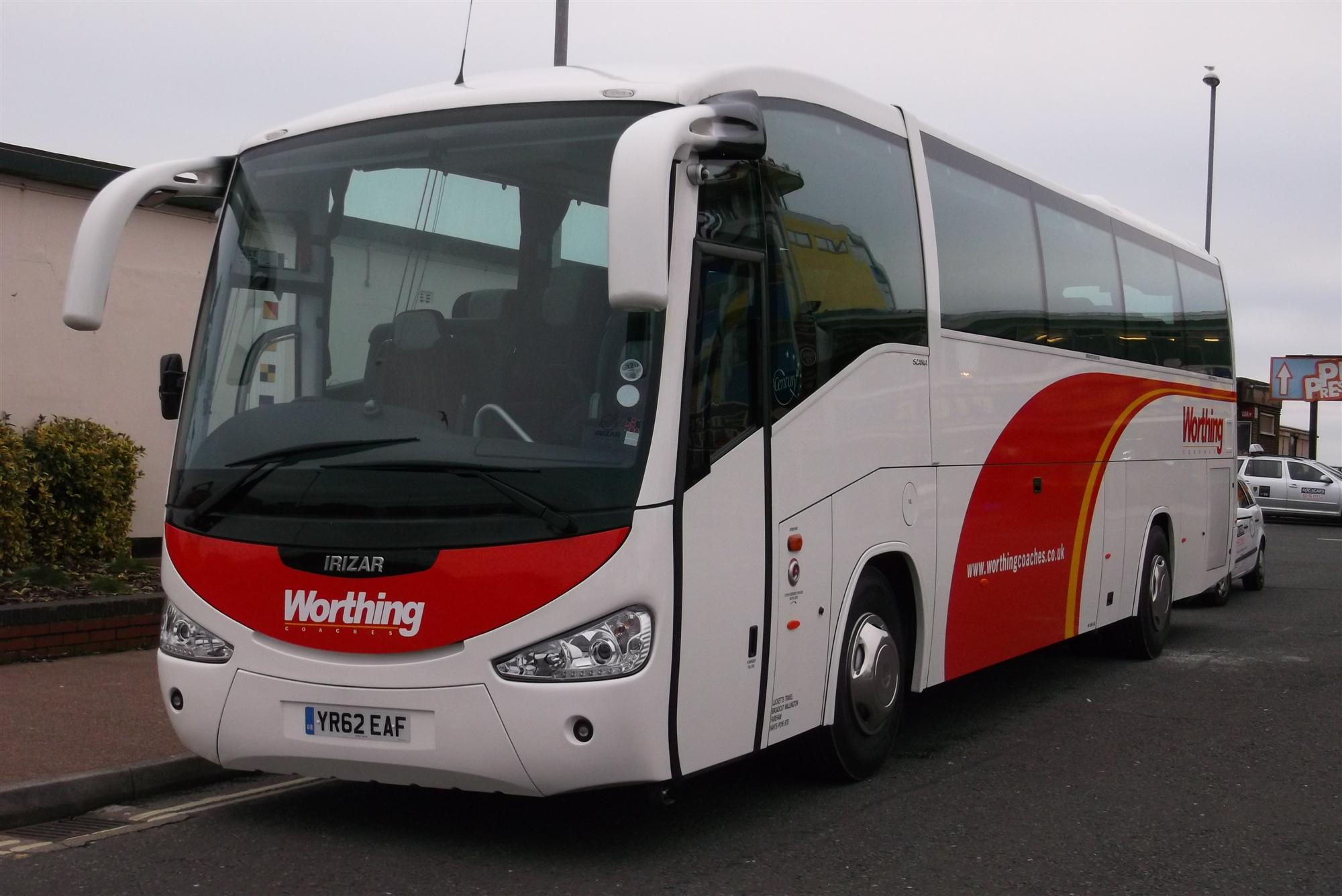
イリサールのセンチュリーと車体を共有しているスカニアK340EB
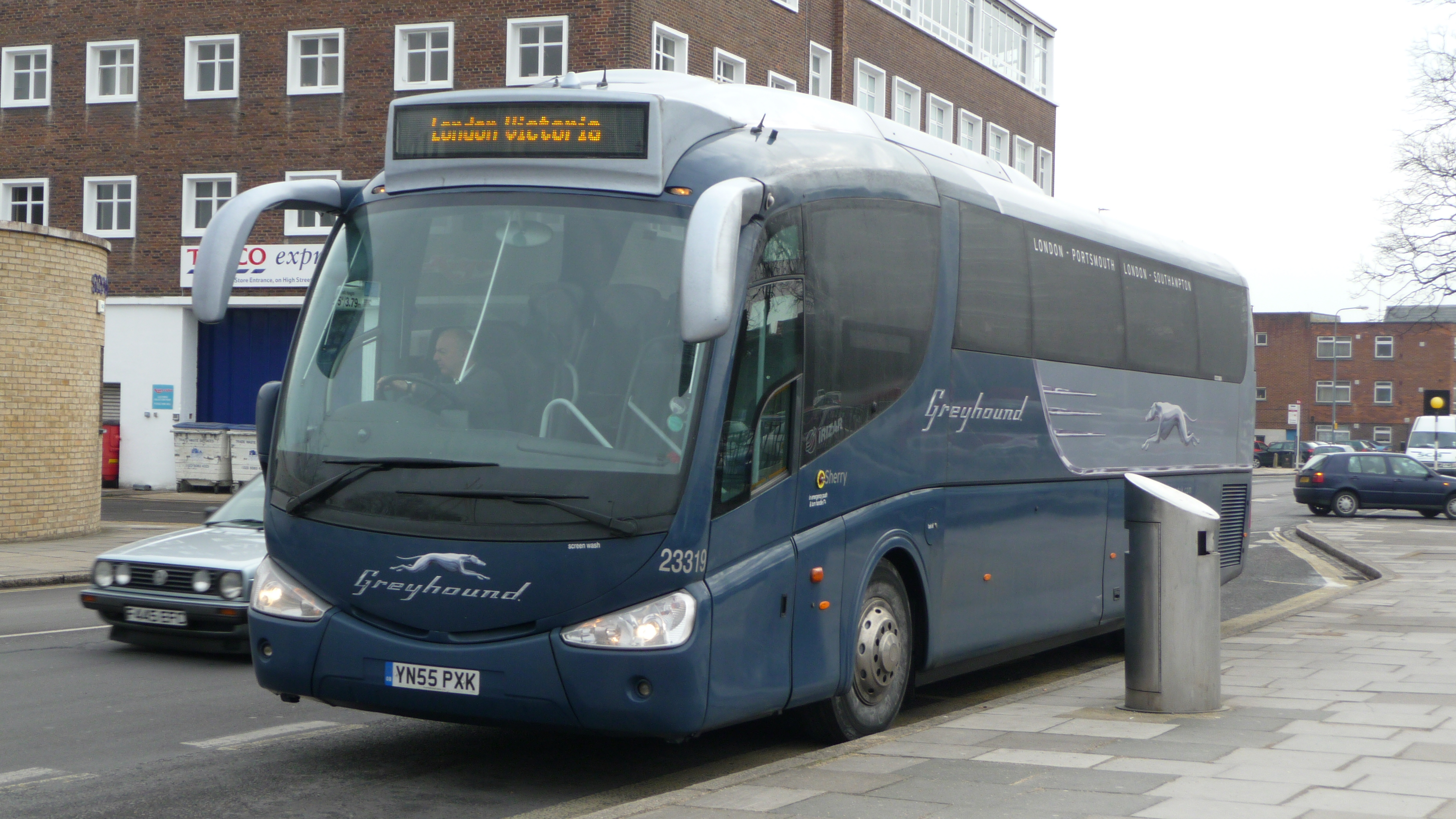
イリサールのPBと車体を共有しているスカニアK114EB